# كيب ميلر
كيب ميلر (بالإنجليزية: Kip Miller)‏ هو لاعب هوكي الجليد أمريكي، ولد في 11 يونيو 1969 في لانسنغ في الولايات المتحدة.

## وصلات خارجية
- كيب ميلر على موقع دوري الهوكي الوطني (الإنجليزية)
- كيب ميلر على موقع EliteProspects.com (الإنجليزية)
- كيب ميلر على موقع HockeyDB.com (الإنجليزية)
- كيب ميلر على موقع Hockey-Reference.com (الإنجليزية)